# Krakaudorf
Krakaudorf è una frazione di 645 abitanti del comune austriaco di Krakau, nel distretto di Murau (Stiria). Già comune autonomo, il 1º gennaio 2015 è stato fuso con gli altri comuni soppressi di Krakauhintermühlen e Krakauschatten per costituire il nuovo comune, del quale Krakaudorf è il capoluogo.